# Décès en janvier 2019

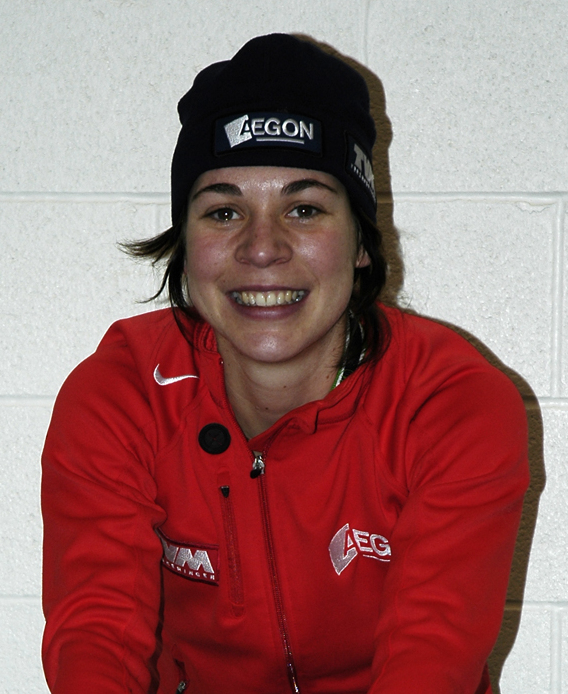
Paulien van Deutekom

Décès
- 2015
- 2016
- 2017
- 2018
- 2019
- 2020
- 2021
- 2022
- 2023

Pour une information complémentaire, voir la page d'aide.

| Date        | Nom                        | Activités | Âge | Source |
| ----------- | -------------------------- | --- | --- | ------ |
| 1er janvier | Iouri Artsoutanov          | Ingénieur en aérospatiale soviétique puis russe. | 89  | (ru)   |
| 1er janvier | Dagfinn Bakke              | Artiste peintre, illustrateur et dessinateur de presse norvégien.                                                                                                  | 85  | (no)   |
| 1er janvier | Ivan Dimitrov              | Footballeur bulgare. | 83  | (bg)   |
| 1er janvier | Feis                       | Rappeur néerlandais d'origine marocaine. | 32  |        |
| 1er janvier | Joan Guinjoan              | Compositeur espagnol. | 87  | (es)   |
| 1er janvier | Raymond Ramazani Baya      | Homme politique congolais. | 75  |        |
| 1er janvier | Larry Weinberg             | Promoteur immobilier américain. | 92  | (en)   |
| 1er janvier | Pegi Young                 | Chanteuse américaine de musique folk rock. | 66  | (en)   |
| 2 janvier   | Bob Einstein               | Acteur et scénariste américain. | 76  | (en)   |
| 2 janvier   | Dominic Filiou             | Homme fort canadien. | 41  |        |
| 2 janvier   | Gene Okerlund              | Annonceur et interviewer américain. | 76  | (en)   |
| 2 janvier   | Marcellin Theeuwes         | Moine chartreux néerlandais. | 82  |        |
| 2 janvier   | Paulien van Deutekom       | Patineuse de vitesse néerlandaise. | 37  | (nl)   |
| 2 janvier   | Roger Bastié               | Joueur et entraîneur français de rugby à XV. | 86  |        |
| 3 janvier   | Marcelle Corneille         | Musicienne, religieuse et pédagogue canadienne. | 95  |        |
| 3 janvier   | Gao Chengyong              | Tueur en série et violeur chinois. | 54  | (en)   |
| 3 janvier   | Herb Kelleher              | Dirigeant de compagnies aériennes et avocat milliardaire américain.                                                                                                | 87  | (en)   |
| 3 janvier   | Anne-Marie Minvielle       | Journaliste française. | 75  |        |
| 3 janvier   | Jean Revillard             | Photojournaliste suisse. | 51  |        |
| 3 janvier   | Steve Ripley               | Chanteur, compositeur et guitariste américain. | 69  | (en)   |
| 3 janvier   | Wulf Steinmann             | Physicien allemand. | 88  | (de)   |
| 3 janvier   | Christine de Rivoyre       | Journaliste, écrivaine et scénariste française. | 97  |        |
| 4 janvier   | Harold Brown               | Physicien et homme politique américain. | 91  | (en)   |
| 4 janvier   | John Burningham            | Auteur et illustrateur britannique de littérature jeunesse. | 82  | (en)   |
| 4 janvier   | Harold Demsetz             | Économiste et professeur d'université américain. | 88  | (en)   |
| 4 janvier   | Louisa Moritz              | Actrice américaine. | 72  | (en)   |
| 4 janvier   | Norman Snider              | Scénariste canadien. | 73  | (en)   |
| 4 janvier   | John Thornett              | Joueur australien de rugby à XV. | 83  | (en)   |
| 5 janvier   | Alan Robert Pearlman       | Ingénieur américain. | 93  | (en)   |
| 5 janvier   | Dragoslav Šekularac        | Footballeur et entraîneur yougoslave puis macédonien. | 81  | (sr)   |
| 5 janvier   | Myron Thompson             | Homme politique canadien. | 82  | (en)   |
| 6 janvier   | Joe Belmont                | Basketteur américain. | 84  | (en)   |
| 6 janvier   | Johan Claassen             | Joueur sud-africain de rugby à XV. | 89  | (en)   |
| 6 janvier   | Ben Coleman                | Basketteur américain. | 57  | (en)   |
| 6 janvier   | Gregg Rudloff              | Ingénieur du son américain. | 63  | (en)   |
| 6 janvier   | William Morgan Sheppard    | Acteur britannique. | 86  | (en)   |
| 6 janvier   | Gustav Tammann             | Astronome, professeur et administrateur germano-suisse. | 86  | (de)   |
| 6 janvier   | Angelo Ziccardi            | Homme politique italien. | 90  | (it)   |
| 6 janvier   | Gebhardt von Moltke        | Diplomate allemand. | 80  | (de)   |
| 7 janvier   | Moshe Arens                | Ingénieur et homme politique israélien. | 93  |        |
| 7 janvier   | Alfredo Arpaia             | Homme politique italien. | 88  | (it)   |
| 7 janvier   | Helmut Berding             | Historien allemand. | 88  | (de)   |
| 7 janvier   | Guy Charmot                | Médecin militaire français. | 104 |        |
| 7 janvier   | John Joubert               | Compositeur britannique d'origine sud-africaine. | 91  | (en)   |
| 7 janvier   | Aline Kiner                | Romancière et journaliste française. | 59  |        |
| 7 janvier   | Houari Manar               | Chanteur algérien. | 37  |        |
| 7 janvier   | Jocelyne Saab              | Réalisatrice libanaise. | 70  |        |
| 7 janvier   | Bernard Tchoullouyan       | Judoka français, médaillé de bronze aux Jeux olympiques d'été de 1980.                                                                                             | 65  |        |
| 8 janvier   | Pierre Barillet            | Auteur de théâtre et romancier français. | 95  |        |
| 8 janvier   | Pierre Blairet             | Militant syndical français. | 88  |        |
| 8 janvier   | Antal Bolvári              | Joueur de water-polo hongrois, double champion olympique (1952, 1956).                                                                                             | 86  | (hu)   |
| 8 janvier   | Arturo Rojas de la Cámara  | Auteur de bande dessinée espagnol | 88  | (es)   |
| 8 janvier   | Julio Alberto Rubiano      | Cycliste sur route colombien. | 65  | (es)   |
| 8 janvier   | Thierry Séchan             | Écrivain, journaliste et parolier français. | 69  |        |
| 9 janvier   | Fernando Aiuti             | Immunologiste et homme politique italien. | 83  | (en)   |
| 9 janvier   | Kjell Bäckman              | Patineur de vitesse suédois, médaillé de bronze aux Jeux olympiques d'hiver de 1960.                                                                               | 84  | (se)   |
| 9 janvier   | Verna Bloom                | Actrice américaine. | 80  | (en)   |
| 9 janvier   | Paul Koslo                 | Acteur canadien d'origine allemande. | 74  | (en)   |
| 9 janvier   | Anatoli Loukianov          | Homme politique russe. | 88  | (en)   |
| 9 janvier   | Gébrane Oreiji             | Homme politique libanais. | 67  | (en)   |
| 9 janvier   | Pierre de Bané             | Homme politique canadien. | 80  |        |
| 10 janvier  | Theo Adam                  | Baryton-basse allemand. | 92  | (en)   |
| 10 janvier  | Erminio Boso               | Homme politique italien. | 73  | (it)   |
| 10 janvier  | Andy de Groat              | Chorégraphe français d'origine américaine. | 71  |        |
| 10 janvier  | Patrick Malrieu            | Militant français de la culture traditionnelle bretonne. | 73  |        |
| 10 janvier  | René Mouille               | Ingénieur en aéronautique et spatial français. | 94  |        |
| 10 janvier  | Ron Smith                  | Dessinateur de bande dessinée britannique. | 94  | (en)   |
| 11 janvier  | Michael Atiyah             | Mathématicien britannique. | 89  | (en)   |
| 11 janvier  | Narcís Bonet               | Compositeur espagnol. | 85  | (es)   |
| 11 janvier  | Michel Dejouhannet         | Coureur cycliste français. | 83  |        |
| 12 janvier  | Batton Lash                | Auteur de bande dessinée américain. | 65  | (en)   |
| 12 janvier  | Takeshi Umehara            | Philosophe japonais. | 93  | (en)   |
| 12 janvier  | Béla Zsitnik               | Rameur d'aviron hongrois, médaillé de bronze aux Jeux olympiques d'été de 1948.                                                                                    | 94  | (hu)   |
| 12 janvier  | Javier de Hoz              | Philosophe et linguiste espagnol. | 78  | (es)   |
| 13 janvier  | Pierre Alard               | Athlète français, spécialiste du lancer du disque. | 81  |        |
| 13 janvier  | Phil Masinga               | Footballeur sud-africain. | 49  | (en)   |
| 13 janvier  | Guy Sénac                  | Footballeur français. | 86  |        |
| 14 janvier  | Paweł Adamowicz            | Homme politique polonais. | 53  |        |
| 14 janvier  | Roger Cuvillier            | Ingénieur français - Inventeur du zoom à compensation optique. | 97  |        |
| 14 janvier  | Gaston Haustrate           | Écrivain, critique de cinéma et journaliste français. | 90  |        |
| 14 janvier  | Rainer Stadelmann          | Égyptologue allemand. | 85  | (de)   |
| 15 janvier  | Bai Hua                    | Romancier chinois. | 88  | (zh)   |
| 15 janvier  | Jacques Boyon              | Homme politique français. | 84  |        |
| 15 janvier  | Carol Channing             | Actrice et chanteuse américaine. | 97  | (en)   |
| 15 janvier  | Xavier Gouyou-Beauchamps   | Haut fonctionnaire français. | 81  |        |
| 15 janvier  | Luis Grajeda               | Basketteur mexicain. | 81  | (es)   |
| 15 janvier  | Eduardo Martín Toval       | Homme politique espagnol. | 76  | (es)   |
| 15 janvier  | Gabriel Montcharmont       | Homme politique français. | 78  |        |
| 15 janvier  | Jerónimo Neto              | Entraîneur de handball angolais. | 51  | (en)   |
| 15 janvier  | Simone Rignault            | Femme politique française. | 75  |        |
| 15 janvier  | José Souto                 | Footballeur français. | 59  |        |
| 16 janvier  | Gérard Basset              | Sommelier français. | 61  |        |
| 16 janvier  | John C. Bogle              | Économiste, financier et investisseur américain. | 89  | (en)   |
| 16 janvier  | Jean Chatillon             | Pédagogue et compositeur canadien. | 81  | (en)   |
| 16 janvier  | Ahmed Hussein-Suale        | Journaliste ghanéen. | 51  | (en)   |
| 16 janvier  | Denis Sire                 | Dessinateur de bande dessinée français. | 65  |        |
| 16 janvier  | Unto Wiitala               | Joueur et arbitre de hockey sur glace finlandais. | 93  | (fi)   |
| 17 janvier  | Vicente Álvarez Areces     | Homme politique espagnol. | 75  | (es)   |
| 17 janvier  | Babiker Awadalla           | Homme politique soudanais. | 101 | (ar)   |
| 17 janvier  | Fernand Labrie             | Endocrinologue canadien. | 81  |        |
| 17 janvier  | Mary Oliver                | Poétesse américaine. | 83  | (en)   |
| 17 janvier  | Garfield Owen              | Joueur de rugby à XV gallois. | 86  | (en)   |
| 17 janvier  | Sam Savage                 | Écrivain américain. | 78  | (es)   |
| 17 janvier  | Fumiko Yonezawa            | Physicienne japonaise. | 80  | (ja)   |
| 17 janvier  | Reggie Young               | Guitariste américain. | 82  | (en)   |
| 18 janvier  | Cees Haast                 | Cycliste sur route néerlandais. | 80  | (nl)   |
| 18 janvier  | Jermaine Marshall          | Joueur de basket-ball américain. | 28  |        |
| 18 janvier  | Robert Morey               | Rameur américain, champion aux Jeux olympiques d'été de 1956. | 82  | (en)   |
| 18 janvier  | Gilles Paquet              | Économiste et professeur canadien. | 82  |        |
| 18 janvier  | Brian Stowell              | Écrivain et animateur radio britannique. | 82  | (en)   |
| 18 janvier  | Etienne Vermeersch         | Philosophe belge. | 84  | (nl)   |
| 18 janvier  | Ivan Vutsov                | Footballeur bulgare. | 79  | (bg)   |
| 19 janvier  | Mario Bertoncini           | Compositeur et pianiste italien. | 86  | (it)   |
| 19 janvier  | Gert Frank                 | Coureur cycliste danois, médaillé de bronze aux Jeux olympiques d'été de 1976.                                                                                     | 62  | (da)   |
| 19 janvier  | Nathan Glazer              | Sociologue américain. | 95  | (en)   |
| 19 janvier  | Barthélémy Kotchy          | Universitaire, écrivain et homme politique ivoirien. | 85  |        |
| 19 janvier  | Ted McKenna                | Batteur britannique. | 68  | (en)   |
| 19 janvier  | Antonio Mendez             | Écrivain américain. | 78  | (en)   |
| 19 janvier  | Muriel Pavlow              | Actrice britannique. | 97  | (en)   |
| 19 janvier  | George Sullivan            | Joueur canadien de hockey sur glace. | 89  | (en)   |
| 20 janvier  | Mustapha Filali            | Homme politique et syndicaliste tunisien. | 97  |        |
| 20 janvier  | François Perrot            | Acteur français. | 94  |        |
| 20 janvier  | Andrew G. Vajna            | Producteur de cinéma hungaro-américain. | 74  |        |
| 21 janvier  | Marcel Azzola              | Accordéoniste français. | 91  |        |
| 21 janvier  | Russell Baker              | Journaliste américain. | 93  | (en)   |
| 21 janvier  | Edwin Birdsong             | Musicien et producteur de musique américain. | 77  | (en)   |
| 21 janvier  | Lothar Kobluhn             | Footballeur allemand. | 75  |        |
| 21 janvier  | Pedro Manfredini           | Footballeur argentin. | 83  | (it)   |
| 21 janvier  | Giuseppe Minardi           | Coureur cycliste italien. | 90  | (it)   |
| 21 janvier  | Emiliano Sala              | Footballeur argentin. | 28  |        |
| 21 janvier  | Michel Sangaré             | Acteur malien. |     |        |
| 21 janvier  | Raghbir Singh Bhola        | Joueur de hockey sur gazon indien, champion et médaillé d'argent olympique (1956, 1960).                                                                           | 91  | (en)   |
| 21 janvier  | Shivakumara Swami          | Personnalité de l'aide humanitaire et chef religieux indien. | 110 | (en)   |
| 21 janvier  | Bernard Vidal              | Peintre et publicitaire français. | 74  |        |
| 21 janvier  | Harris Wofford             | Homme politique américain. | 92  | (en)   |
| 21 janvier  | Henri d'Orléans            | Comte de Paris, prétendant orléaniste au trône de France sous le nom de Henri VII.                                                                                 | 85  |        |
| 22 janvier  | Koos Andriessen            | Homme politique néerlandais. | 90  | (nl)   |
| 22 janvier  | Baptiste-Marrey            | Homme de lettres et écrivain français. | 91  |        |
| 22 janvier  | James Frawley              | Réalisateur, acteur et producteur de cinéma américain. | 82  | (en)   |
| 22 janvier  | Janine Garrisson           | Historienne et professeure d'université française. | 86  |        |
| 22 janvier  | François Gay               | Géographe français. | 96  |        |
| 22 janvier  | Éric Holder                | Romancier français. | 58  |        |
| 22 janvier  | Kiril Petkov               | Lutteur de gréco-romaine bulgare, médaillé d'argent aux Jeux olympiques d'été de 1964.                                                                             | 85  | (bg)   |
| 22 janvier  | Jean-Maurice Rouquette     | Historien français. | 87  |        |
| 22 janvier  | Charles Vandenhove         | Architecte belge. | 91  |        |
| 23 janvier  | Jacqueline Casalegno       | Femme d'affaires française. | 93  |        |
| 23 janvier  | Pierre Delaunay            | Dirigeant sportif français. | 99  |        |
| 23 janvier  | Hubert Faensen             | Historien de l'art allemand. | 90  | (de)   |
| 23 janvier  | Ayşen Gruda                | Actrice turque. | 74  | (tr)   |
| 23 janvier  | Caio Junqueira             | Acteur brésilien. | 42  | (pt)   |
| 23 janvier  | Jonas Mekas                | Écrivain et réalisateur américano-lituanien. | 96  |        |
| 23 janvier  | Oliver Mtukudzi            | Musicien zimbabwéen. | 66  |        |
| 23 janvier  | Georges Nasser             | Réalisateur libanais. | 91  | (en)   |
| 23 janvier  | Jean-Pierre Wintenberger   | Mathématicien français. | 64  |        |
| 23 janvier  | Erik Olin Wright           | Sociologue américain. | 71  | (en)   |
| 23 janvier  | Anthony de Jasay           | Écrivain, philosophe libertarien et économiste hongrois. | 93  | (en)   |
| 24 janvier  | Fernando Sebastián Aguilar | Cardinal espagnol, archevêque émérite de Pampelune. | 89  | (es)   |
| 24 janvier  | Vito Andrés Bártoli        | Footballeur argentin. | 89  | (es)   |
| 24 janvier  | Louis Ledrich              | Accordéoniste français. | 94  |        |
| 24 janvier  | Antonio Marchesano         | Avocat et Homme politique uruguayen. | 88  | (es)   |
| 24 janvier  | Alain de Mijolla           | Psychiatre et psychanalyste français. | 85  |        |
| 25 janvier  | Alain Bernard              | Footballeur français. | 65  |        |
| 25 janvier  | Jacques Berthelet          | Évêque émérite canadien. | 84  | (en)   |
| 25 janvier  | Éric Duyckaerts            | Artiste contemporain et écrivain belge. | 65  |        |
| 25 janvier  | Florence Knoll             | Architecte et designer américaine. | 101 | (en)   |
| 25 janvier  | Dušan Makavejev            | Cinéaste yougoslave puis serbe. | 86  | (de)   |
| 25 janvier  | Anne Marev                 | Actrice et journaliste belge. | 87  |        |
| 25 janvier  | Patrick Bricard            | Acteur et metteur en scène français, interprète de "François" dans L'Île aux enfants.                                                                              | 78  |        |
| 25 janvier  | Meshulam Riklis            | Homme d'affaires israélien. | 95  | (he)   |
| 26 janvier  | Pierre Chatton             | Musicien, chef de chœur et compositeur suisse. | 94  |        |
| 26 janvier  | Jean Guillou               | Organiste, pianiste, compositeur et improvisateur français. | 88  |        |
| 26 janvier  | Michel Legrand             | Musicien, compositeur, chanteur et arrangeur français. | 86  |        |
| 26 janvier  | Wilma Lipp                 | Chanteuse d'opéra autrichienne. | 93  | (de)   |
| 26 janvier  | Pierre Ndaye Mulamba       | Footballeur congolais. | 70  |        |
| 26 janvier  | Giuseppe Zamberletti       | Homme politique italien. | 85  | (it)   |
| 27 janvier  | Paul Balta                 | Écrivain et journaliste français. | 89  |        |
| 27 janvier  | Henry Chapier              | Journaliste, critique de cinéma, animateur de télévision et réalisateur français.                                                                                  | 85  |        |
| 27 janvier  | Nina Fiodorova             | Fondeuse soviétique puis russe, championne olympique et médaillée de bronze aux Jeux olympiques d'hiver de 1976 puis d'argent aux Jeux olympiques d'hiver de 1980. | 71  | (ru)   |
| 27 janvier  | Emmanuel Hocquard          | Poète et traducteur français. | 78  |        |
| 27 janvier  | Jean-Daniel Reynaud        | Sociologue français. | 92  |        |
| 27 janvier  | Erica Yohn                 | Actrice américaine. | 90  | (en)   |
| 28 janvier  | Liz Brady                  | Chanteuse franco-grecque. | 79  |        |
| 28 janvier  | Kim Bok-dong               | Militante pour les droits humains sud-coréenne | 92  |        |
| 28 janvier  | Mourad Medelci             | Homme politique algérien. | 75  | (en)   |
| 28 janvier  | Otto Schubiger             | Joueur suisse de hockey sur glace, médaillé de bronze aux Jeux olympiques d'hiver de 1948.                                                                         | 94  |        |
| 28 janvier  | Marc Viénot                | Haut fonctionnaire français. | 90  |        |
| 29 janvier  | Alex Barbier               | Auteur de bande dessinée et peintre français. | 68  |        |
| 29 janvier  | Jean-Pierre Boccardo       | Athlète français. | 76  |        |
| 29 janvier  | Yves Cotrel                | Médecin et chirurgien en orthopédie français. | 93  |        |
| 29 janvier  | George Fernandes           | Homme politique indien. | 88  | (en)   |
| 29 janvier  | Jean-Marc Fontaine         | Mathématicien français. | 75  |        |
| 29 janvier  | Andrew Hebenton            | Joueur canadien de hockey sur glace. | 89  | (en)   |
| 29 janvier  | James Ingram               | Chanteur, compositeur et producteur de musique américain. | 66  | (en)   |
| 29 janvier  | Egisto Pandolfini          | Footballeur italien. | 92  | (it)   |
| 30 janvier  | Tōru Eguchi                | Physicien et professeur d'université japonais. | 70  | (ja)   |
| 30 janvier  | Peter Mikkelsen            | Arbitre de football danois. | 58  | (da)   |
| 30 janvier  | Dick Miller                | Acteur américain. | 90  | (en)   |
| 31 janvier  | Francesco Bissolotti       | Luthier italien. | 89  | (en)   |
| 31 janvier  | Kálmán Ihász               | Footballeur hongrois, champion aux Jeux olympiques d'été de 1964.                                                                                                  | 77  | (hu)   |
| 31 janvier  | Pablo Larios               | Footballeur mexicain. | 58  | (es)   |
| 31 janvier  | Johnny Lion                | Chanteur néerlandais. | 77  | (nl)   |
| 31 janvier  | Pierre Nanterme            | Chef d'entreprise et homme d'affaires français. | 59  |        |
| 31 janvier  | Georges Sarre              | Homme politique français. | 83  |        |
| 31 janvier  | Jean Tardito               | Homme politique français. | 85  |        |